# Andrzej Budkiewicz
Andrzej Budkiewicz (ur. 5 maja 1928 w Dębowem, zm. 21 kwietnia 2019) – polski specjalista w zakresie protetyki stomatologicznej, dr hab.

## Życiorys
W 1952 ukończył Akademię Medyczną w Warszawie, gdzie był następnie zatrudniony kolejno jako asystent, starszy asystent, adiunkt i docent (z przerwą w latach 1954–1958, kiedy pozostawał lekarzem w czynnej służbie wojskowej). W 1967 obronił doktorat, a w 1973 uzyskał stopień doktora habilitowanego w zakresie nauk medycznych. Pełnił funkcję nauczyciela akademickiego Zakładu Protetyki Stomatologicznej w Akademii Medycznej w Warszawie. Zrobił specjalizację I stopnia w zakresie stomatologii ogólnej (1975) i II stopnia w zakresie protetyki stomatologicznej (również w 1975).
Opracował system projektowania tzw. protez szkieletowych, był autorem kilkakrotnie wznawianej książki Protezy szkieletowe (pierwsze wydanie 1975).
Należał do Polskiego Towarzystwa Stomatologicznego. Był laureatem nagród resortowych, rektorskich i stowarzyszeniowych, otrzymał też m.in. Krzyż Kawalerski Orderu Odrodzenia Polski i Złoty Krzyż Zasługi.
Zmarł 21 kwietnia 2019.